# Phillip Boa
Phillip Boa (Ernst Ulrich Figgen, 18 de enero de 1963 en Dortmund, Alemania) es un cantante, guitarrista y compositor alemán. Boa fue fundador de las bandas Voodoocult (supergrupo que conformó con músicos como Dave Lombardo, Mille Petrozza y Chuck Schuldiner) y Phillip Boa & The Voodooclub.

## Discografía

### Phillip Boa & The Voodooclub
| Año                                     | Título                        | Media Control Charts |
| --------------------------------------- | ----------------------------- | -------------------- |
| 1985                                    | Philister - Ja! Musik         | —                    |
| 1986                                    | Aristocracie - Constrictor    | —                    |
| 1987                                    | Copperfield - Polydor         | —                    |
| 1988                                    | Hair - Polydor                | —                    |
| 1990                                    | Hispañola - Polydor           | —                    |
| 1991                                    | Helios - Polydor              | —                    |
| 1993                                    | Boaphenia - Polydor           | 15                   |
| 1994                                    | God - Motor                   | 23                   |
| 1995                                    | She - Motor Music             | 32                   |
| 2000                                    | My Private War - RCA/BMG      | —                    |
| 2001                                    | The Red - RCA/BMG             | —                    |
| 2003                                    | C 90 - RCA/BMG                | —                    |
| 2005                                    | Decadence & Isolation - Motor | 40                   |
| 2007                                    | Faking To Blend In - Motor    | 59                   |
| 2009                                    | Diamonds Fall - Rough Trade   | 45                   |
| 2012                                    | Loyalty - Cargo Records       | 13                   |
| 2014                                    | Bleach House - Cargo Records  | 7                    |
| 2016                                    | Fresco - Vertigo Berlin       | 8                    |
| "—" denota que no ingresó en las listas |                               |                      |

### Solista
| Año  | Título               | Media Control Charts |
| ---- | -------------------- | -------------------- |
| 1998 | Lord Garbage - Motor | 22                   |

### Voodoocult
| Año  | Título                        | Media Control Charts |
| ---- | ----------------------------- | -------------------- |
| 1994 | Jesus Killing Machine - Motor | 43                   |
| 1995 | Voodoocult - Motor            | 57                   |